# Jacques-André Émery
 (août 2025).
Pour les articles homonymes, voir Emery.
Jacques-André Émery (1732-1811) est un prêtre catholique français qui fut supérieur général des sulpiciens. Il est incarcéré pendant la Révolution française, puis s’efforce de réconcilier l'Église et l'État.

## Biographie
Né à Gex le 26 août 1732, il est fils du lieutenant-général criminel du bailliage de cette cité. Élève au collège jésuite de Mâcon, il s'y fait remarquer précocement par un Poëme a Monseigneur le Maréchal duc de Lowendal, publié en 1748. Il entre au séminaire Saint-Sulpice à Paris en 1750 et étudie la théologie à la Sorbonne. Ordonné prêtre en 1756, il intègre la compagnie des prêtres sulpiciens en 1758. Il enseigne ensuite dans les séminaires de la compagnie à Orléans puis à Lyon, et est reçu docteur en théologie en 1764. En 1776, il est nommé supérieur du séminaire d'Angers et grand vicaire du même diocèse, où il acquiert une solide expérience de l'administration épiscopale. C'est aussi un intellectuel de valeur, auteur d'ouvrages de fond sur les relations entre philosophie et religion.
Élu neuvième supérieur général de la compagnie de Saint-Sulpice en 1782, il réforme le grand séminaire parisien dont les exigences spirituelles s'étaient imprégnées d'un caractère mondain sous l'effet de son recrutement nobiliaire. Émery est nommé abbé de Bois-Grolland en 1784 et participe à l'ordination épiscopale de Talleyrand en 1788. Il est à l'initiative de la création du premier séminaire sulpicien aux États-Unis, fondé à Baltimore en 1791, par des prêtres ayant fui la révolution, et point de départ du vaste rayonnement de la compagnie dans ce pays.
Homme d'Église à la fois charismatique et mesuré, ce membre très en vue du clergé de France est à la tête d'une société apostolique qui compte quinze séminaires et 140 membres en 1789. Il adopte une attitude politiquement conciliante face aux événements de la Révolution française. Soucieux de la permanence du ministère catholique, il prête tous les serments civiques exigés par la loi et recommande aux autres clercs d'en faire de même. Cela ne lui épargne ni la dissolution de la compagnie de Saint-Sulpice et la fermeture du séminaire de Paris en 1792, ni d'être incarcéré à deux reprises. La plus longue de ces détentions l'enferme durant seize mois à la Conciergerie pendant la Terreur, sous la menace permanente de la guillotine.
Nommé secrètement grand vicaire par l'archevêque de Paris Mgr de Juigné parti en émigration, Émery anime clandestinement l'Église réfractaire (c'est-à-dire la majorité des prêtres ayant refusé de jurer) à Paris de concert avec Mgr de La Tour-Landry. Lors de la pacification consulaire, il est l'un des artisans de la réconciliation de l'Église et de l'État en encourageant, par son influence morale et son sens du compromis, la mise en application du Concordat. Mais sur le plan personnel, hanté par la nécessité de revivifier le tissu pastoral du pays en formant de nouvelles vocations, il décline toute fonction épiscopale pour se vouer à la réouverture du séminaire Saint-Sulpice.
Il lui faut reconstituer un corps professoral et un vivier de séminaristes, et remplacer les locaux confisqués lors de la suppression des congrégations religieuses. Il ouvre un premier établissement provisoire en 1800, puis rachète les locaux d'une ancienne institution religieuse féminine en 1804 pour y rétablir le séminaire parisien de la compagnie. Sous l'Empire, il appuie de son prestige moral la reconstitution du réseau des séminaires français (les sulpiciens en administrent dix en 1811). Son autorité pédagogique lui vaut d'être nommé conseiller de l'Université en 1808 et son aura morale le fait désigner comme membre de la Commission ecclésiastique de l'Église de France en 1809. Il y manifeste sa loyauté envers le pape Pie VII dans la confrontation qui oppose ce dernier à Napoléon Ier. Furieux de cette marque d'insoumission, qui devient publique lorsque le Sulpicien refuse de signer deux propositions de la Commission ecclésiastique, publiées en avril 1810 dans Le Moniteur universel, concernant l'investiture canonique des évêques, exclusivement réservée au Pape et que l'empereur veut faire donner désormais par les métropolitains, celui-ci enjoint au vieux supérieur de quitter ses fonctions au séminaire au mois de juin suivant. Resté à Paris, M. Émery tombe malade quelque temps après et décède le 28 avril 1811. Il est inhumé dans la maison de campagne de la compagnie à Issy-les-Moulineaux.

## Principaux ouvrages
- Esprit de Leibnitz, ou Recueil de pensées choisies, sur la religion, la morale, l'histoire, la philosophie, etc., extraites de toutes ses œuvres latines et françoises (1772).
- L'Esprit de sainte Thérèse, recueilli de ses œuvres et de ses lettres, avec ses opuscules (1775).
- Instruction en forme de dialogue, sur quelques préjugés du temps contre la religion. Ouvrage utile aux personnes des villes et des campagnes, dont la foi a été ébranlée dans ces derniers temps (1796).
- Le Christianisme de François Bacon,… ou Pensées et sentiments de ce grand homme sur la religion (1798).
- La Conduite de l'Église dans la réception des ministres qui reviennent de l'hérésie ou du schisme, depuis l'âge de saint Cyprien jusqu'aux derniers siècles (1800).
- Pensées de Descartes sur la religion et la morale (1811).
- Exposition de la doctrine de Leibnitz sur la religion : suivie de pensées extraites des ouvrages du même auteur (contient la 1re édition du Systema Theologicum de Leibniz, texte latin avec traduction française) (1819).
- La première édition intégrale de ses écrits a été rassemblée par l'abbé Migné sous le titre : Œuvres complètes de M. Emery, supérieur-général de Saint-Sulpice, réunies pour la première fois en collection, classées selon l'ordre logique, (Au Petit-Montrouge, 1857).

## Sources et références
Sources
- Emery, Jacques André, sulpicien, biographique sur le site des Missionnaires Oblats, Jósef Pielorz, o.m.i.
- Notice biographique de l'abbé Émery, Biographie universelle (Michaud) ancienne et moderne, Eugène Ernest Desplaces (1855), Google-books.

Références